# Stefan Livs pris till bäste målvakt
Stefan Livs pris till bäste målvakt, eller Stefan Livs Målvaktsstipendium, tidigare Svenska VM-klubbens stipendium, är ett pris som delas ut till bästa målvakt i TV-pucken.
Priset tilldelades TV-puckens bäste målvakt av Svenska VM-klubben 1987–2012. Från 2013 utdelas det av HV 71 till minne av Stefan Liv. Stipendiaten utses av landslagsledningen för Sveriges Team 16.

## Mottagare
- 1959 - Uppgift saknas
- 1960 - Uppgift saknas
- 1961 - Uppgift saknas
- 1962 - Uppgift saknas
- 1963 - Uppgift saknas
- 1964 - Kenneth Holmstedt, Västerbotten
- 1965 - Uppgift saknas
- 1966 - Uppgift saknas
- 1967 - Uppgift saknas
- 1968 - Uppgift saknas
- 1969 - Bo Johansson, Norrbotten
- 1970 - Uppgift saknas
- 1971 - Uppgift saknas
- 1972 - Lars Ahlin, Västerbotten
- 1973 - Reino Sundberg, Stockholm
- 1974 - Göran Henriksson, Medelpad
- 1975 - Pelle Lindbergh, Stockholm
- 1976 - Mikael Gustafsson, Norrbotten
- 1977 - Lars Eriksson, Medelpad
- 1978 - Stefan Lunner, Dalarna
- 1979 - Per Lundberg, Småland
- 1980 - Frank Englund, Göteborg
- 1981 - Hans-Göran Elo, Stockholm
- 1982 - Magnus Andersson, Västerbotten
- 1983 - Fredrik Andersson, Ångermanland
- 1984 - Patrik Backlund, Norrbotten
- 1985 - Niclas Sonesson, Norrbotten
- 1986 - Tomas Brottman, Stockholm
- 1987 - Erik Granqvist, Norrbotten
- 1988 - Ronny Karlsson, Stockholm
- 1989 - Erik Bergström, Dalarna
- 1990 - Anders Malm, Småland
- 1991 - Mikael Jonsson, Skåne
- 1992 - Manne Fredriksson, Dalarna
- 1993 - Anders Ekstrand, Skåne
- 1994 - Ola Nilsson, Skåne
- 1995 - Fredrik Eriksson, Värmland
- 1996 - Anders Vagfalvi, Gästrikland
- 1997 - Daniel Sperrle, Stockholm
- 1998 - Linus Thelander, Medelpad
- 1999 - Axel Berglund, Stockholm
- 2000 - Christopher Heino-Lindberg, Stockholm
- 2001 - Fredrik Alcén, Gästrikland
- 2002 - Joel Gistedt, Bohuslän-Dals
- 2003 - Stefan Ridderwall, Stockholm
- 2004 - Stefan Ridderwall, Stockholm
- 2005 - Daniel Hansen, Värmland
- 2006 - Sebastian Idoff, Skåne
- 2007 - Alexander Jirhage, Stockholm
- 2008 - Johan Gustafsson, Västmanland
- 2009 - Oscar Dansk, Stockholm
- 2010 - William Silwerfeldt Öhman, Västerbotten
- 2011 - Christoffer Rifalk, Norrbotten
- 2012 - Felix Sandström, Gästrikland
- 2013 - Filip Gustafsson, Västerbotten
- 2014 - Olle Eriksson Ek, Värmland
- 2015 - Lucas Jägbring, Ångermanland
- 2016 - Hugo Alnefelt, Stockholm Nord
- 2017 - Emil Holmström, Stockholm Syd
- 2018 - Marcus Brännman, Stockholm Nord
- 2019 - Hugo Hävelid, Östergötland
- 2020 – Inget pris delades ut

### Fotnoter
1. ↑  ”Stefan Livs pris till bäste målvakt”. Svenska ishockeyförbundet. 6 november 2016. Arkiverad från originalet den 27 april 2017. https://web.archive.org/web/20170427115354/http://www.swehockey.se/TV-pucken/Historik/bastemalvakt/. Läst 12 februari 2017.
2. ↑  ”Stefan Livs Målvaktsstipendium”. www.swehockey.se. https://www.swehockey.se/hockeyboken/herrar/hederspriser/stefan-livs-maalvaktsstipendium/www.swehockey.se. Läst 19 december 2023.